# Lancair

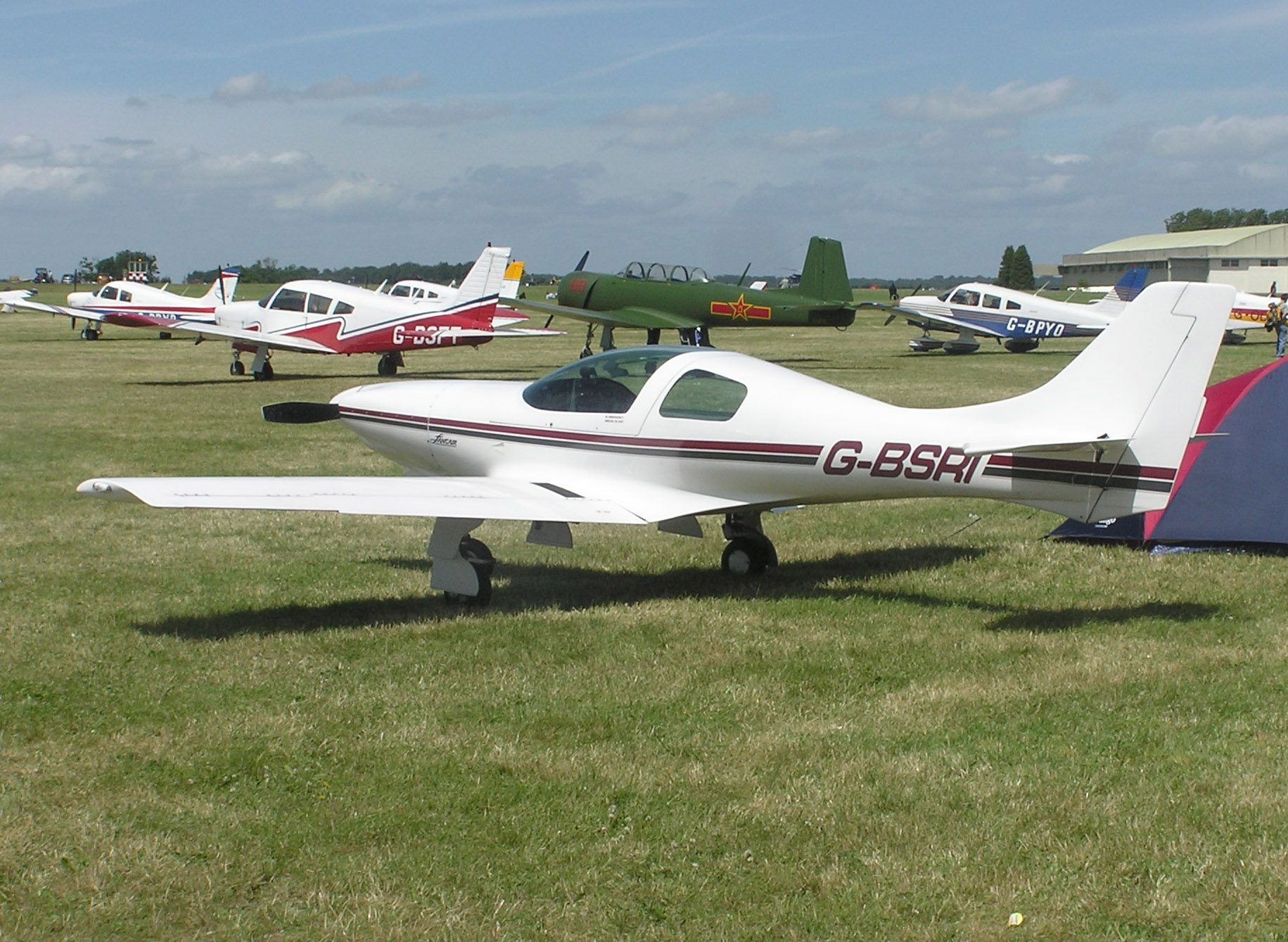
Lancair 235

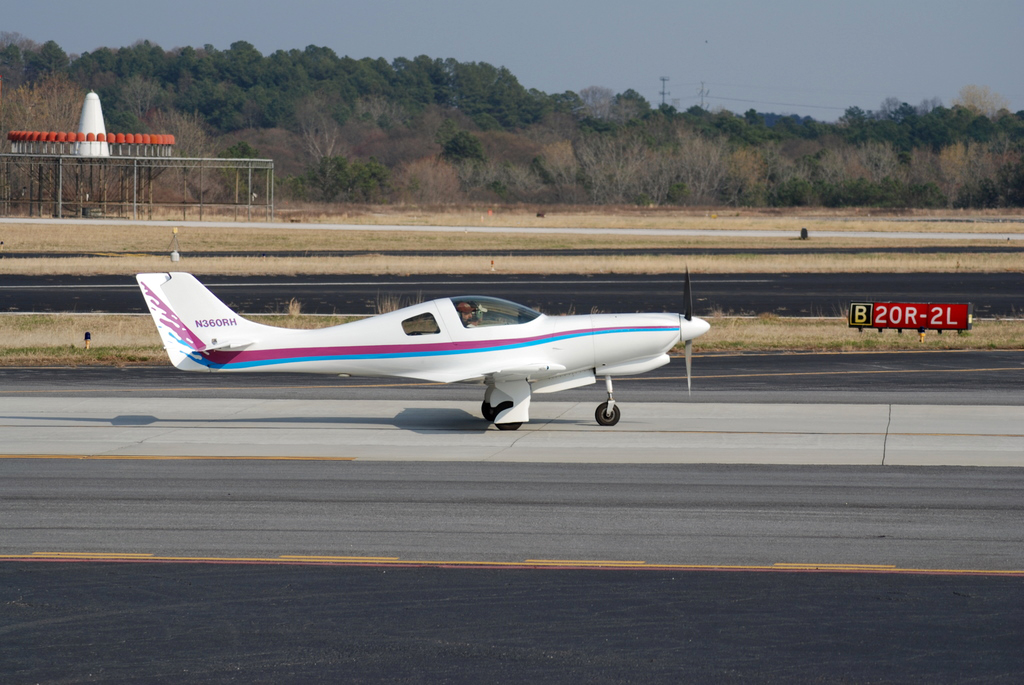
Lancair 360

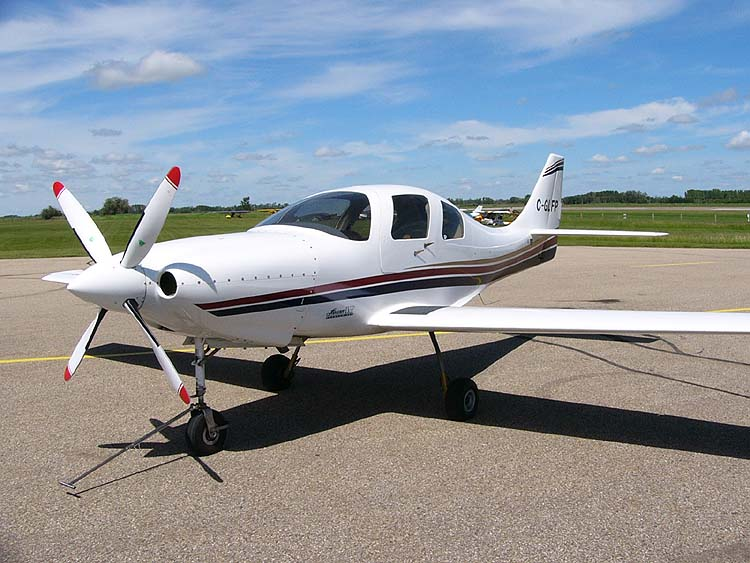
Lancair IV-P

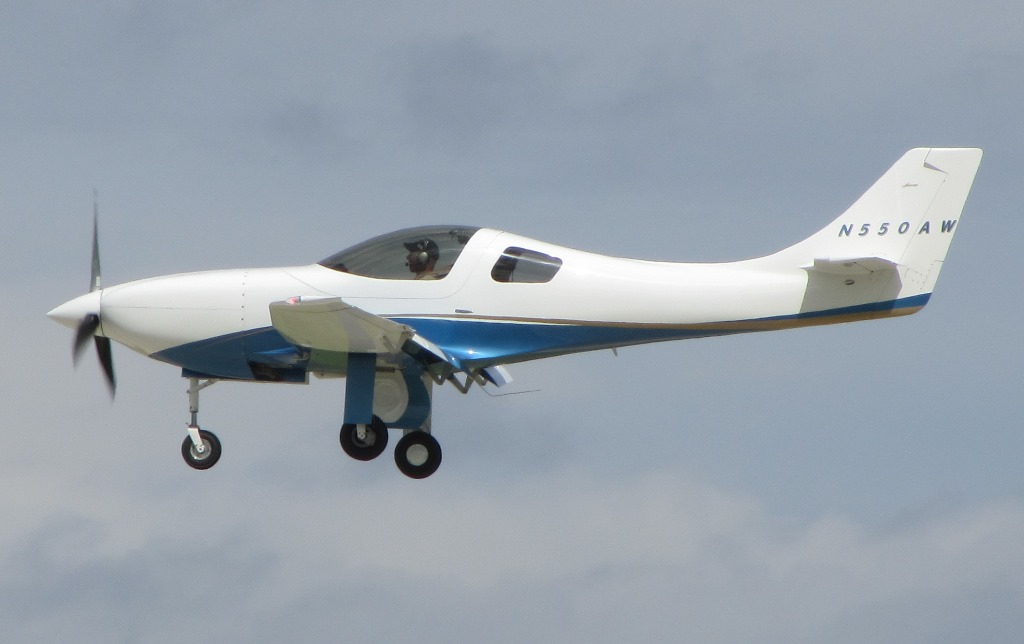
Lancair Legacy

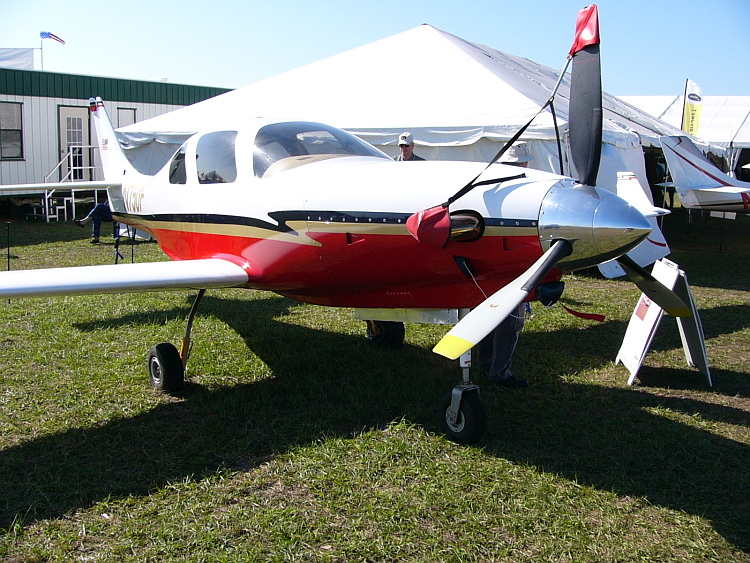
Lancair Propjet

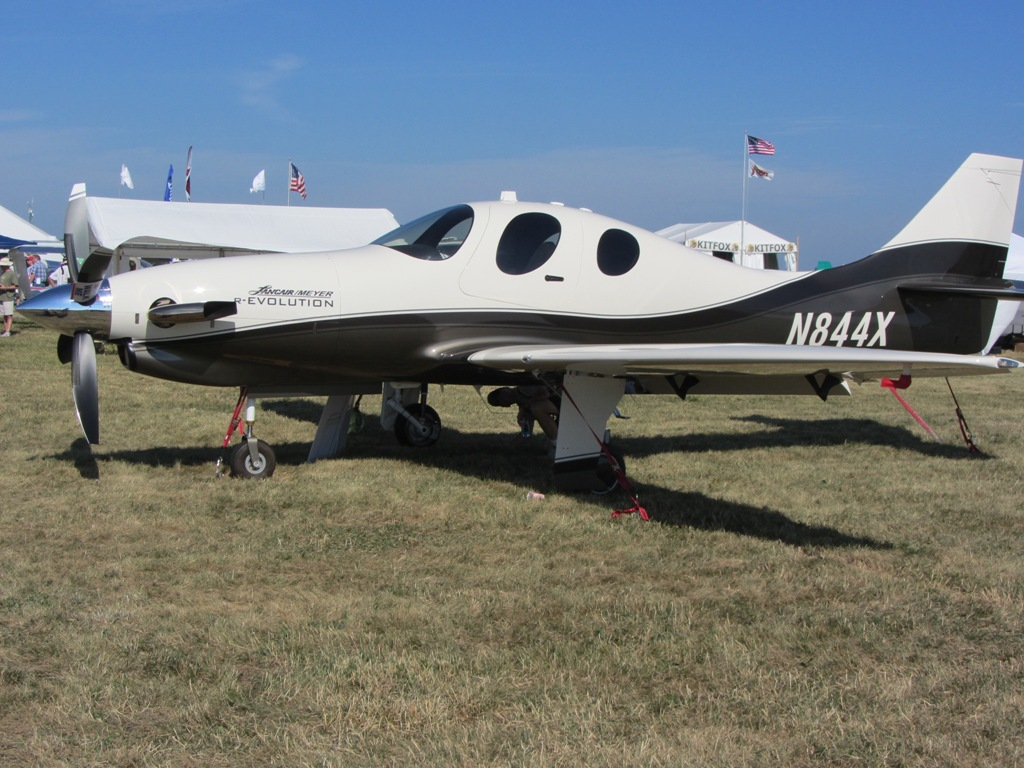
Lancair Evolution

Lancair [ˈlæːnsʔɛə̯ɹ] ist ein US-amerikanischer Hersteller von Flugzeugbausätzen für die Allgemeine Luftfahrt. Das Unternehmen ist bekannt für einmotorige Hochleistungsflugzeuge, deren Reisegeschwindigkeiten über der vieler zweimotoriger Turbopropmodelle liegen. Zusammen mit Modellen der Glasair Aviation gehören die frühesten Konstruktionen von Lancair zu den ersten Flugzeugbausätzen aus modernen Verbundwerkstoffen.
2017 wurde das Unternehmen inklusive aller Konstruktionen an die Lancair, LLC verkauft und zog von Redmond in Oregon nach Uvalde in Texas. Das ursprüngliche Unternehmen behielt lediglich das neuste Modell, die Lancair Evolution und benannte sich in Evolution Aircraft um.

## Geschichte

### Anfänge
Das Unternehmen wurde 1981 von Lance Neibauer zur Herstellung von Flugzeugbausätzen aus GFK gegründet. Neibauer kam durch seinen Onkel Ray Betzoldt, der zusammen mit Al Meyers die Meyers 200 entwickelt hatte, in Kontakt mit der Luftfahrt. Immer wenn er seinen Onkel und seine Tante besuchte, flog er in diesem Flugzeug. Zwanzig Jahre später war er auf der Suche nach einem Flugzeug, konnte aber keines finden, das ihm gefiel. Daraufhin wurde er Mitglied der Experimental Aircraft Association und konstruierte selbst eines.
Neibauer befragte zunächst jeden Besitzer eines Bausatzflugzeugs, den er finden konnte, welche Eigenschaften sie sich für das Design eines Bausatzflugzeugs wünschen würden. Um eine hohe Leistungsfähigkeit seines Designs zu erreichen, wählte er das neuste Strömungsprofil der NASA, das von Dan Somers im NASA Forschungszentrum in Langley entwickelte NLF 0215-F. Bei dem NLF-Profil (engl. für Natural Laminar Flow) handelt es sich um eine Serie von Designs, die die ältere GAW-Serie ersetzte und bessere Laminare Strömung bot. 1983 waren die grundsätzlichen Eigenschaften des Flugzeugs festgelegt und Neibauer mietete eine Werkstatt in Santa Paula, in der er mit der Entwicklung seiner Konstruktion begann.
Ursprünglich sollte das neue Flugzeug 1984 in Oshkosh vorgestellt werden. Ein Leck in einem Flügeltank verhinderte dies jedoch. Eine modifizierte Version des Prototyps mit neugestalteter Cowling und kleinen Änderungen des Flügelprofils wurde schließlich im Dezember 1984 als Lancer 200 vorgestellt. Ausgerüstet mit einem 100 PS starken Continental O-200 Triebwerk übertrumpfte die Lancer 200 alle anderen Maschinen mit gleichem Antrieb und erntete starkes Interesse in Oshkosh 1985. Wegen eines Namenskonflikts wurde das Modell in Lancair 200 umbenannt und ab 1985 verkauft.
Kurze Zeit später folgte die Lancair 235, die mit dem geringfügig stärkeren Lycoming O-235 bestückt war sowie die Lancair 320 mit einem 150 PS starken Lycoming O-320 und die Lancair 360 mit einem 180 PS starken Lycoming O-360. Bei letzteren beiden wurde auch das Heck modifiziert, um Stabilitätsprobleme bei geringen Geschwindigkeiten zu beheben, die durch die größeren Motoren entstanden.
Die Konstruktionen von Lancair boten damit die besten Leistungen in der Klasse der einmotorigen Leichtflugzeuge mit Kolbenmotor und da der Markt für Bausätze von Piloten bestimmt wurde, die nach Flugzeugen mit höheren Leistungen verlangten als die der Flugzeuge "von der Stange", verkauften sich die Bausätze von Lancair gut. Ende 1990 waren bereits über 600 Bausätze der verschiedenen zweisitzigen Modelle verkauft worden, wodurch Lancair laut Neibauer einen Marktanteil von 30 % hielt.
1995 wurde eine Lancair 320 auf einer Ausstellung des New Yorker Museum of Modern Art gezeigt.

### Neue Modelle
1990 begann Neibauer mit der Konstruktion eines viersitzigen Modells, das die Qualitäten seiner zweisitzigen Vorgänger beibehalten sollte. Dies mündete in der Entwicklung der Lancair IV, einem viersitzigen Modell mit einer optionalen Druckkabine und hoher Reisegeschwindigkeit. Die Lancair IV brach alle bisherigen Geschwindigkeitsrekorde ihrer Klasse, als sie auf einem Flug von San Francisco nach Denver eine Durchschnittsgeschwindigkeit von 313,1 Knoten erreichte.
Da die Leistungsgrenze der bestehenden Produktionseinrichtungen erreicht war, suchte das Unternehmen nach einem Standort für eine neue Fabrik. Nach der Prüfung von zweihundert möglichen Standorten zog Lancair 1992 an den Flughafen Redmond in Oregon und benannte sich in Lancair International um. Bis zum August 1998 verkaufte Lancair laut Flight International insgesamt 1400 Bausätze, davon 300 des Modells Lancair IV. Kurz nach der Vorstellung der Lancair IV begann Neibauer mit der Entwicklung der Lancair ES, einem einfacheren Modell mit starrem Fahrwerk.

### Columbia Aircraft Corporation
Nachdem sich die Konstruktionen von Lancair im Bausatzmarkt etabliert hatten, ermutigte unter anderem die NASA 1994 Neibauer, ein zertifiziertes Flugzeug zu entwickeln. Am 3. April 1995 gründete er dafür das Unternehmen Pacific Aviation Composites im nahegelegenen Bend in Oregon. Das neue Flugzeug, die Lancair LC-40 basierte auf der Lancair ES. Der erste Prototyp hatte seinen Jungfernflug im Juli 1996 und bereits Anfang 1997 wurde er durch die zuständige Behörde zertifiziert. Nach einem weiteren langen Zertifizierungsprozess entstand 1998 aus dem Prototyp das Modell Columbia 300, gefolgt vom turboaufgeladenen Modell Columbia 400 im Jahr 2000. Am 7. April wurde die Lancair Company als eigenständige Gesellschaft gegründet und am 4. Mai 2000 mit der Pacific Aviation Composites fusioniert.
Im März 2003 entschied Neibauer, seine Aufmerksamkeit ausschließlich den Columbia-Modellen zu widmen und verkaufte das Bausatzgeschäft an Joseph Bartels, einen Anwalt und Besitzer einer Lancair IV-P aus Louisiana. Bartels hatte zuvor bereits das Unternehmen Aero Cool gegründet, das Klimaanlagen für verschiedene Lancair Modelle vertrieb. Am 15. Juli 2005 wurde aus Neibauers verbliebenem Teil des Unternehmens die Columbia Aircraft Corporation. Die Columbia-Modelle konkurrierten am Markt jedoch relativ erfolglos mit der Cirrus SR22. 2010 kaufte der Mehrheitsaktionär, die Familie Wolstenholme aus Colmar in Pennsylvania, das Unternehmen vollständig und setzte Bob Wolstenholme als Geschäftsführer ein. Nach der Insolvenz im Jahr 2007 wurde das Unternehmen an Cessna verkauft.
Cessna bot die beiden Columbia-Modelle als Cessna 350 und Cessna 400 an.

### Verkauf der älteren Konstruktionen
Im Juli 2016 gab Lancair bekannt, die älteren Flugzeugkonstruktionen verkaufen zu wollen, um sich ganz auf die Lancair Evolution zu konzentrieren. Im Februar 2017 wurden die Modelle 200 bis 360, IV, IV-P, IV-PT, ES, ESP und Legacy an Mark und Conrad Huffstutler verkauft, die das Unternehmen unter dem Namen Lancair International LLC bis heute führen. Nach diesem Verkauf änderte die ursprüngliche Lancair ihren Namen in Evolution Aircraft.

## Flugzeugmodelle
- Lancer 200, zweisitziger Prototyp angetrieben von einem Continental O-200, Erstflug 1984
- Lancair 200 zweisitziger Bausatz angetrieben von einem Continental O-200, vorgestellt 1985
- Lancair 235 zweisitziger Bausatz angetrieben von einem Lycoming O-235, vorgestellt 1986
- Lancair 320 zweisitziger Bausatz angetrieben von einem Lycoming O-320, vorgestellt 1988
- Lancair 360 zweisitziger Bausatz angetrieben von einem Lycoming O-360, vorgestellt 1988
- Lancair ES viersitziger Bausatz angetrieben von einem Continental IO-550
- Lancair IV
- Lancair IV-P
- Lancair Legacy
- Lancair Tigress
- Lancair Propjet
- Lancair Sentry
- Lancair Evolution
- Lancair Mako